# Джим Гіллер
Джеймс Ендрю Гіллер (англ. James Andrew Hiller; нар. 13 травня 1969) — колишній канадський професійний хокеїст, та хокейний тренер. Наразі виконує обов'язки головного тренера команди НХЛ «Лос-Анджелес Кінгс».